# Szpírosz Marankósz
Szpírosz Marankósz (görögül: Σπύρος Μαραγκός; Lefkáda, 1967. február 20. –) görög válogatott labdarúgó, középpályás, edző.

## Pályafutása

### Klubcsapatban
1986 és 1989 között a Panióniosz csapatában játszott. 1989 és 1996 között a Panathinaikósz játékosa volt, melynek tagjaként bajnokságot, kupát és szuperkupát nyert. 1996 és 1999 között a PAÓK Szalonikit erősítette. Az 1998–99-es szezonban a ciprusi ASZ Omónia labdarúgója volt. 1999-ben visszatért a PAÓK-hoz, ahol egy évet töltött. 2000 és 2002 között Cipruson játszott az APÓEL csapatában, melynek színeiben 2002-ben bajnoki címet szerzett.

### A válogatottban
1989 és 1995 között 26 alkalommal szerepelt a görög válogatottban. Részt vett az 1994-es világbajnokságon.

## Sikerei, díjai
Panathinaikósz
- Görög bajnok (4): 1989–90, 1990–91, 1994–95, 1995–96
- Görög kupagyőztes (4): 1990–91, 1992–93, 1993–94, 1994–95
- Görög szuperkupagyőztes (2): 1993, 1994

APÓEL
- Ciprusi bajnok (1): 2001–02

## Külső hivatkozások
- Szpírosz Marankósz adatlapja a National-Football-Teams.com oldalon (angolul)

- Szpírosz Marankósz (angol nyelven). FootballDatabase.eu
- Szpírosz Marankósz (német nyelven). eu-football.info
- Szpírosz Marankósz (német nyelven). kicker.de
- Szpírosz Marankósz adatlapja a worldfootball.net oldalon (angolul)